# Liste deutschsprachiger Schriftsteller/F
Hinweis: Die Umlaute ä, ö, ü werden wie die einfachen Vokale a, o, u eingeordnet, der Buchstabe ß wie ss. Dagegen werden ae, oe, ue unabhängig von der Aussprache immer als zwei Buchstaben behandelt 

## Fa
- Gotthilf Theodor von Faber (1766–1847)
- Gustav Faber (1912–1993)
- Kurt Faber (1880–1929)
- Irmgard von Faber du Faur (1894–1955)
- Elsa Faber von Bockelmann (1890–1980)
- Anne-Marie Fabian (1920–1993)
- Albrecht Fabri (1911–1998)
- Peter Faecke (1940–2014)
- Robert Faesi (1883–1972)
- Ludwig Fahrenkrog (1867–1952)
- Willi Fährmann (1929–2017)
- Frieder Faist (1948–2008)
- Fred Fakler (1877–1943)
- Jan Faktor (1951)
- Mahmood Falaki (1951)
- Gunter Falk (1942–1983)
- Johannes Daniel Falk (1768–1826)
- Minna Falk (1874–1938)
- Gustav Falke (1853–1916)
- Konrad Falke (1880–1942)
- C. Falkenhorst, eigentlich Stanislaus von Jezewski (1853–1913)
- Brigitta Falkner (1959)
- Hans Fallada, eigentlich Rudolf Ditzen (1893–1947)
- Stefan Fandrey (1970)
- Alfred Fankhauser (1890–1973)
- Werner Färber (1957–2021)
- Lilian Faschinger (1950)
- Susanne Faschon (1925–1995)
- Franz Faßbinder (1886–1960)
- Rainer Werner Fassbinder (1945–1982)
- Johannes Fastenrath (1839–1908)
- Sherko Fatah (1964)
- Jörg Fauser (1944–1987)
- Philipp Faust (1898–1959)
- Siegmar Faust (1944)

## Fe
- Clara Fechner (1809–1900)
- Dieter Fechner (1936–2021)
- Gustav Theodor Fechner, Pseudonym Dr. Mises (1801–1887)
- Paul Fechter (1880–1958)
- Jan Feddersen (* 1957)
- Ernst Feder (1881–1964)
- Wolfgang Federau (1894–1950)
- Heinrich Federer (1866–1928)
- Yannic Han Biao Federer (1986)
- Leopold Federmair (1957)
- Arnold Federmann (1877–1952)
- Reinhard Federmann (1923–1976)
- Karl Federn (1868–1943)
- Jürg Federspiel (1931–2007)
- Marie Feesche (1871–1950)
- Oliver Fehn (1960–2019)
- Johann Hinrich Fehrs (1838–1916)
- Willi Fehse (1906–1977)
- Anatol Feid (1942–2002)
- Nico Feiden (1993)
- Marcel Feige (1971)
- Max Christian Feiler (1904–1973)
- Barthold Feind (1678–1721)
- Josef Feiten (1888–1957)
- Friedrich Feld (1902–1987)
- Franz Michael Felder (1839–1869)
- Roderich Feldes (1946–1996)
- Robert Feldhoff (1962–2009)
- Karl Feldkamp (1943)
- Else Feldmann (1884–1942)
- Hans von Felgenhauer (1863–1946)
- Paul Felgenhauer (1593–1677?)
- Rudolf Felmayer (1897–1970)
- Ludwig Fels (1946–2021)
- Marie von Felseneck (1847–1926)
- Otto Felsing (1854–1920)
- Paul Felske (1838–1914)
- Kurt Feltz, Pseudonym Johnny Bartels (1910–1982)
- Josef Fendl (1929–2022)
- Anton Fendrich (1868–1949)
- Eduard Fentsch (1814–1877)
- Feodora Prinzessin von Schleswig-Holstein (1874–1910)
- Johann Fercher von Steinwand, eigentlich Johann Kleinfercher (1828–1902)
- Klaus Ferentschik (1957)
- Janko Ferk (1958)
- Edna Fern, eigentlich Fernande Richter (1861–1941)
- Joachim Fernau (1909–1988)
- Max Ferner, eigentlich Max Sommer (1881–1940)
- Carl Ludwig Fernow (1763–1808)
- Vera Ferra-Mikura (1923–1997)
- Nikolaus Leopold Ferring (1912–1976)
- Karen-Susan Fessel (* 1964)
- Gustav von Festenberg (1892–1968)
- Monika Feth (1951)
- Ernst von Feuchtersleben (1806–1849)
- Lion Feuchtwanger (1884–1958)
- Nikolaus Fey (1881–1956)
- Renate Feyl (1944)
- Gundi Feyrer (1956)

## Fi
- Antonio Fian (1956)
- Hubert Fichte (1935–1986)
- Ludwig von Ficker (1880–1967)
- Georg Friedrich Fickert (1758–1815)
- Joseph Ficko (1772–1843)
- Johannes Fiebag (1956–1999)
- Peter Fiebag (1958)
- Othmar Fiebiger (1886–1972)
- Urs M. Fiechtner (1955)
- Sonja Fiedler-Tresp (1972)
- Petra Fietzek (1955)
- Karl Figdor (1881–1957)
- Ota Filip (1930–2018)
- Werner Filmer (1934)
- Werner Finck (1902–1978)
- Ottfried Graf von Finckenstein (1901–1987)
- Ludwig Finckh (1876–1964)
- Kurt Arnold Findeisen (1883–1963)
- Andreas Findig (1961–2018)
- Elise Fink (1863–1939)
- Fritz Fink (1893–1945)
- Stefan Finke (1963)
- Erasmus Finx (1627–1694)
- Johann Fischart (1546–1590)
- Alexander Fischer (1812–1843)
- Carl Fischer (1841–1906)
- Caroline Auguste Fischer (1764–1842)
- Christian August Fischer (1771–1829)
- Claus Cornelius Fischer (1951–2020)
- Erica Fischer (1943)
- Johann Georg Fischer (1816–1897)
- Marie Louise Fischer (1922–2005)
- Martha Renate Fischer (1851–1925)
- Rudolf Fischer (1901–1957)
- Saskia Fischer (1971)
- Susanne Fischer (1960)
- Susanne Fischer (1968)
- Wilhelm Fischer (Schriftsteller, 1833) (1833–1916)
- Wilhelm Fischer (Schriftsteller, 1846) (1846–1932)
- Wolfgang Georg Fischer (1933–2021)
- Arthur Fischer-Colbrie (1895–1968)
- Friedrich Fischer-Friesenhausen (1886–1960)
- Elisabeth Fischer-Markgraff (?, tätig 1906–1934)
- Andreas Fischer-Nagel (1951)
- Heiderose Fischer-Nagel (1956)
- Lars A. Fischinger (1974)
- Arthur Fitger (1840–1909)
- Adolf Fitz (1895–1943)
- Sebastian Fitzek (1971)
- Thomas Fitzner (1960)

## Fl
- Jakob Flach (1894–1982)
- Heiner Flaig (1928–2019)
- Cäsar Flaischlen (1864–1920)
- Otto Flake (1880–1963)
- Friedrich Hermann Flayder (1596–1644)
- Cosmus Flam, eigentlich Josef Pietsch (1899–1945)
- Curth Flatow (1920–2011)
- Ossip K. Flechtheim (1909–1998)
- Herbert Fleck (1941)
- Konrad Fleck (13. Jahrhundert)
- Sissi Flegel (1944–2021)
- Walter Flegel (1934–2011)
- Karl Fleischer (1885–1972)
- Ludwig Roman Fleischer (1952)
- Wolfram Fleischhauer (1961)
- Germana Fleischmann (1957)
- Marieluise Fleißer, eigentlich Marieluise Haindl (1901–1974)
- Paul Fleming (1609–1640)
- Hans Flesch-Brunningen (1895–1981)
- Ernst Flessa (1903–1976)
- Walter Flex (1887–1917)
- Robert Flinker (1906–1945)
- Fedor Flinzer (1832–1911)
- Olga Flor (1968)
- Catalin Dorian Florescu (1967)
- Julius Florian (1849–1903)
- Helene Flöss (1954)
- Heinz Flügel (1907–1993)
- Rudolf Flügel (1897–1982)
- Manfred Flügge (1946–2025)

## Fo
- Gorch Fock, eigentlich Johann Kinau (1880–1916)
- Robert Focken (1963)
- Walter Foelske (1934–2015; auch unter Pseudonym Leo Feks)
- Walter Foitzick (1886–1955)
- Otto Folberth (1896–1991)
- Adolf Follen (1794–1855)
- Karl Follen (1796–1840)
- Oskar Maurus Fontana (1889–1969)
- Theodor Fontane (1819–1898)
- Irene Forbes-Mosse (1864–1946)
- Hans Heinrich Formann (1939–2016)
- Christian Forsch (1856–1944)
- Clara Forstenheim (1868–1925)
- Friedrich Forster, eigentlich Waldfried Burggraf (1895–1958)
- Gerd Forster (1935)
- Helene von Forster (1859–1923)
- Hilde Forster (1924–1991)
- Johann Georg Forster (1754–1794)
- Friedrich Christoph Förster (1791–1868)
- Wieland Förster (1930)
- Dieter Forte (1935–2019)
- L. A. Fortride, eigentlich Liselotte Appel (1921)
- Friedrich de la Motte Fouqué (1777–1843)

## Fra
- Thomas Frahm (1961)
- Annie Francé-Harrar (1886–1971)
- Franz Karl Franchy (1896–1972)
- H. G. Francis (1936–2011)
- Hans Franck (1879–1964)
- Johann Franck (1618–1677)
- Julia Franck (1970)
- Michael Erich Franck (1691–1721)
- Sebastian Franck (1499–1542/1543)
- Kuno Francke (1855–1930)
- Abraham von Franckenberg (1593–1652)
- Charlotte Francke-Roesing (1863–1942)
- Louise von François (1817–1893)
- Bruno Frank (1887–1945)
- Ekkes Frank (1939)
- Emil Frank (1880–1928)
- Hubert Konrad Frank (1939–2014)
- Karlhans Frank (1937–2007)
- Leonhard Frank (1882–1961)
- Lia Frank (1921–2012)
- Martin Frank (1950)
- Waldemar Frank (1903–1961)
- Wolfgang Frank (1909–1980)
- Albrecht Franke (1950)
- Elisabeth Franke (1886–1931)
- Gertrud Franke-Schievelbein (1851–1914)
- Hans Franke (1893–1964)
- Herbert W. Franke (1927–2022)
- Manfred Franke (1930–2020)
- Rosemarie Franke-Martens (1920–1995)
- Philipp Frankfurter (15. Jahrhundert)
- Richard Otto Frankfurter (1873–1953)
- Ludwig August Frankl von Hochwart (1810–1894)
- Agnes Franz (1794–1843)
- Andreas Franz (1954–2011)
- Arno Franz (1880–1930)
- Cornelia Franz (1956)
- Michael Franz (1937)
- Günter Franzen (1947)
- Dante Andrea Franzetti (1959–2015)
- Otto Franzmeier (1885–1980)
- Franzobel, eigentlich Franz Stefan Griebl (1967)
- Karl Emil Franzos (1848–1904)
- Ilse Frapan (1849–1908)
- Helmuth Frauendorfer (1959–2024)
- Frauenlob, eigentlich Heinrich von Meißen (1250/1260–1318)
- Hans Fraungruber (1863–1933)

## Fre
- Bertha Frederich (1823–1882)
- Bruno Frei, eigentlich Benedikt Freistadt (1897–1988)
- Frederike Frei (1945)
- Norbert Frei (1955)
- Siegfried Freiberg (1901–1985)
- Ferdinand Freiligrath (1810–1876)
- Ernst Wolfgang Freissler (1884–1937)
- Günther Freitag (1952)
- Friedrich Freksa (1882–1955)
- Axel Frelau (1909–1987)
- Gustav Frenssen (1863–1945)
- Karl Frenzel (1827–1914)
- Rudi Frenzel (1923–2020)
- Rosemarie Fret (1935)
- Sigmund Freud (1856–1939)
- Alwin Freudenberg (1873–1930)
- Friedrich Freudenthal (1849–1929)
- Lars Freudenthal (1973)
- Kaspar Freuler (1887–1969)
- Elisabeth Freundlich (1906–2001)
- Adolf Frey (1855–1920)
- Alexander M. Frey (1881–1957)
- Eleonore Frey (1939)
- Jana Frey (1969)
- Justus Frey, eigentlich Andreas Ludwig Jeitteles (1799–1878)
- Wilhelm Frey (1833–1909)
- Anne Freytag (1982)
- Gustav Freytag (1816–1895)

## Fri
- Hans Frick (1930–2003)
- Ida Frick (1808–1893)
- Emil Fricke (1876–1954)
- Ursula Fricker (1965)
- Marcus Fridl (1675–1754)
- Karl Julius Fridrich (1756–1837)
- Paul Frieben (1865–1931)
- Volker Friebel (1956)
- Kurt Frieberger (1883–1970)
- Ernst Frieböse (1907–1945)
- Alfred Hermann Fried (1864–1921)
- Amelie Fried (1958)
- Erich Fried (1921–1988)
- Johann Friedel (1755–1789)
- Egon Friedell, eigentlich Egon Friedmann (1878–1938)
- Jürgen Friedenberg (1934–2012)
- Richard Friedenthal (1896–1979)
- Johann Konrad Friederich (1789–1858)
- Hermann Friedl (1920–1988)
- Paul Friedl (1902–1989)
- David Friedländer (1750–1834)
- Salomo Friedlaender, Pseudonym Mynona (1871–1946)
- Vera Friedländer (1928–2019)
- Herbert Friedmann (1951–2019)
- Friedrich von Hausen (etwa 1150–1190)
- Joachim Friedrich (1953)
- Sabine Friedrich (1958)
- Wilhelm Ruprecht Frieling (1952)
- Jürgen Friemel (1957)
- Fritz Rudolf Fries (1935–2014)
- Uwe Friesel (1939)
- Matthias Frings (* 1953)
- Anja Frisch (1976)
- Efraim Frisch (1873–1942)
- Max Frisch (1911–1991)
- Barbara Frischmuth (1941–2025)
- Maria Frisé (1926–2022)
- Gerhard Fritsch (1924–1969)
- Karl Wilhelm Fritsch (1874–1938)
- Valerie Fritsch (1989)
- Werner Fritsch (1960)
- Herbert Fritsche (1911–1960)
- Ernst Fritz (1876–1956)
- Marianne Fritz (1948–2007)
- Susanne Fritz (1964)
- Walter Helmut Fritz (1929–2010)
- Wolfgang Fritz (1947)
- Ernst Fritze (1807–1878)
- Friedrich Wilhelm Fritzsche (1825–1905)
- Dirk K. Friedrich (1949)

## Fro
- Klaus Fröba (1934)
- Rolf Froböse (1949)
- George Froeschel (1891–1979)
- Abraham Emanuel Fröhlich (1796–1865)
- Hans-Jürgen Fröhlich (1932–1986)
- Susanne Fröhlich (1962)
- Ida Frohnmeyer (1882–1968)
- Ulrich Frohriep (1943)
- Friedrich Karl Fromm (1906–1969)
- Annemarie Fromme-Bechem (1909–1992)
- Emil Frommel (1828–1896)
- Otto Frommel (1871–1951)

## Fru
- Klaus Frühauf (1933–2005)
- Hugo Fründ (1871–1931)

## Fu
- Anton Fuchs (1920–1995)
- Dieter R. Fuchs (1952)
- Georg Fuchs (1868–1949)
- Gerd Fuchs (1932–2016)
- Günter Bruno Fuchs (1928–1977)
- Hanns Fuchs (1881–19?)
- Jürgen Fuchs (1950–1999)
- Katharina Fuchs (1963)
- Norbert Klaus Fuchs (1941)
- Rudolf Fuchs (1890–1942)
- Thomas Fuchs (1964)
- Ursula Fuchs (1933–2020)
- Annegert Fuchshuber (1940–1998)
- Robert Fuchs-Liska (1870–1935)
- Manuela Fuelle (1963)
- Hanna Fueß (1886–1972)
- Ulrich Füetrer (um 1450–1502)
- Franz Fühmann (1922–1984)
- Caritas Führer (* 1957)
- Marliese Fuhrmann (1934–2015)
- Ludwig Fulda, eigentlich Ludwig Anton Salomon (1862–1939)
- Susanne Fülscher (1961)
- Mirna Funk (1981)
- Alfred Funke (1869–1941)
- Cornelia Funke (1958)
- Louis Fürnberg (1909–1957)
- Herbert Furreg (1897–1958)
- Johann Fürst (1825–1882)
- Johanna Fürstauer (1931–2018)
- Clemens Füsers (1955)
- Dietmar Füssel (1958)
- Gertrud Fussenegger (1912–2009)
- Christian Futscher (1960)